# Adolf Burger
Pour les articles homonymes, voir Burger.
 (janvier 2016).
Si vous disposez d'ouvrages ou d'articles de référence ou si vous connaissez des sites web de qualité traitant du thème abordé ici, merci de compléter l'article en donnant les références utiles à sa vérifiabilité et en les liant à la section « Notes et références ».
Adolf Burger, né le 12 août 1917 à Veľká Lomnica et mort le 6 décembre 2016 à Prague (République tchèque), est un imprimeur juif slovaque devenu écrivain et journaliste à la suite de son implication dans l'opération Bernhard, vaste entreprise de faux-monnayage destinée à déstabiliser la livre sterling menée par le Troisième Reich avec l'aide des prisonniers des camps de concentration pendant la Seconde Guerre mondiale.

## Biographie
Adolf Burger est arrêté par la Gestapo le 11 août 1942 pour avoir utilisé ses compétences d'imprimeur pour réaliser de faux certificats de baptême à la suite d'une suggestion d'amis communistes. Il est envoyé à Auschwitz avec sa femme Gisela, qui y est gazée, puis est transféré à Sachsenhausen, où on le charge de mettre au point de fausses livres sterling destinées à être larguées sur le Royaume-Uni en vue de déstabiliser l'économie britannique dans le cadre d'une opération secrète appelée opération Bernhard. Cette première étape étant un succès, les nazis exigent de ses camarades et lui qu'ils s'attaquent au dollar, mais des sabotages d'un Néerlandais à l'aide de gélatine empêchent la réussite de cette mission avant la fin de la Seconde Guerre mondiale. 
L'armée rouge approchant de Berlin, Adolf Burger est transféré avec les 137 autres membres du Sonderkommando Bernhard dans l'urgence à la mi mars d'abord dans une galerie secrète du camp de Mathausen. Puis, à partir du 23 avril 1945, dans un camp annexe de celui de Mathausen, le camp de Schlier, entre Linz et Salzbourg ou sont notamment produits les moteurs et carburant de la fusée V2 par des républicains espagnols emprsisonnés. 
La dégradation de la situation est telle que fin avril 1945, les autorités allemandes prennent la décision de liquider toutes les preuves de l'opération : les billets doivent être détruits sauf les plus aboutis et les faussaires physiquement  éliminés en principe en les enfermant dans une galerie remplie d'explosifs. 
Du 1er mai au 4 mai 1945, ils sont finalement redirigés vers la camp satellite d'Ebensee ou les SS ayant disparu à la suite de l'effondrement du régime nazi, les 15 000 prisonniers ont pris la direction du camp. Ils sont libérés par les Américains le 5 mai 1945.
Il a vécu à Prague, dans l'actuelle République tchèque, il a depuis lors écrit plusieurs ouvrages de témoignage. L'un d'eux a été adapté au cinéma sous le titre Les Faussaires en 2007.
Il meurt le 6 décembre 2016 à 99 ans.